# کالیپسو (قمر)

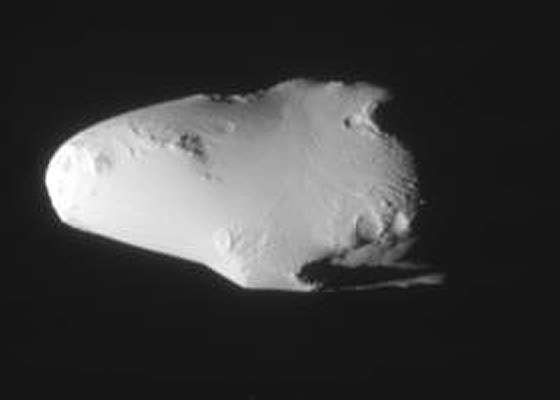
کالیپسو، عکس گرفته شده توسط کاوشگر کاسینی-هویگنس در ۱۳ فوریه ۲۰۱۰

کالیپسو یکی از ۶۲ قمر شناخته شدهٔ سیاره زحل است و همچنین یکی از دو قمر تروجان تتیس می‌باشد. کالیپسو در ۱۳ آگوست ۱۹۸۰ میلادی بوسیلهٔ مشاهدات تلسکوپ‌های زمینی کشف شده‌است.
این قمر در مدار خود به شکل یک دایرهٔ نسبتاً کامل به دور زحل گردش می‌کند. فاصلهٔ متوسط کالیپسو تا مرکز زحل ۲۹۴٬۶۱۹ کیلومتر و فاصلهٔ آن با سطح گازی زحل حدود ۲۳۴٬۳۵۱ کیلومتر می‌باشد. مدت زمان یکبار گردش کالیپسو به دور زحل برابر ۱ روز و ۲۱ ساعت و ۱۸ دقیقه و ۲۶٫۱ ثانیه است که این زمان دقیقاً برابر مدت زمان یکبار دوران این قمر به دور خود نیز هست. کالیپسو دارای شکل نامنظمی است و قطر متوسط آن ۲۱٫۴ کیلومتر می‌باشد. سطح این قمر دارای خاصیت بازتاب نور بسیار زیادی است به طوری که می‌تواند ۷۰ درصد نور خورشید را انعکاس دهد.
این قمر تاکنون چند بار توسط کاوشگرهای فضایی مختلف ملاقات شده‌است. کاوشگر وویجر ۱ در ۱۲ نوامبر ۱۹۸۰، کاوشگر وویجر ۲ در ۲۵ آگوست ۱۹۸۱ و کاوشگر کاسینی-هویگنس که از ۱ ژوئیه ۲۰۰۴ دور زحل در حال گردش است، همگی با کالیپسو ملاقات کرده‌اند.

## نگارخانه

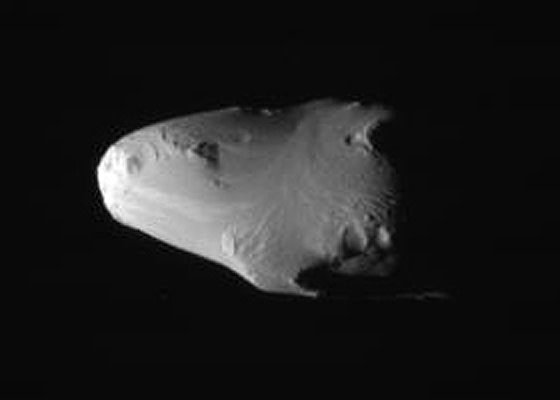
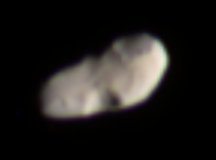
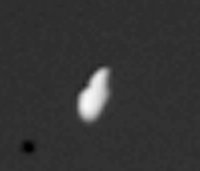